# Leucosyrinx kincaidi
Leucosyrinx kincaidi är en snäckart som beskrevs av Dall 1919. Leucosyrinx kincaidi ingår i släktet Leucosyrinx och familjen Turridae. Inga underarter finns listade i Catalogue of Life.